# Maimuna cretica
Maimuna cretica är en spindelart som först beskrevs av Kulczynski 1903.  Maimuna cretica ingår i släktet Maimuna och familjen trattspindlar. Inga underarter finns listade i Catalogue of Life.